# 骠绍梯
驃索缇（發音：[pjù sɔ́ tʰí]，133年—242年），或稱驃苴低、驃敏梯（ပျူမင်းထီး，發音：[pjù mɪ́ɴ tʰí]），他是緬甸傳說中的君主，約167年至242年間在位。驃索缇意為「驃王」。

## 身世
傳說驃索缇是日精（နေမင်းသား）與龍女（နဂါးမင်းသမီး ဇံသီး）所生。日精與龍女的結合產生了三顆蛋，後被一獵人偷走。獵人於抹谷意外損壞了其中的金色蛋，產出了無數的寶石，今日抹谷以出產寶石而聞名。一次暴風雨中，獵人遺失了剩餘的兩顆蛋。其中一顆褐色蛋於緬北一個小王國孵出一人類女性，後來此女成為王國的王后。最後一顆白色蛋，沿伊洛瓦底江漂流而下至良烏，被一對年老無子的驃族農民夫婦拾獲，驃索缇即是從此蛋中孵出。《琉璃宮史》則記載驃索缇是釋迦族王子太公王國建立者阿婆醯羅娑的後裔。

## 生平
据说驃索缇相貌俊伟，且聪明多智。七岁时便师从箭术精湛的高僧罗西姜学艺。十六岁时离开父母前往蒲甘临别时其父将家传的一把宝石弓箭给了他。到蒲甘后索缇寄居在一骠族老夫妇家中因此人称其为驃索缇。一次狩猎途中索缇听说了蒲甘有四只时常侵害人畜的猛兽，于是索缇带着宝石弓箭去除这四害其先后将南边的恶虎北边的飞鼯东边的大猪给射杀，最后在西边的大山中凭着神力将凶猛的魔鸟也射杀。
在除去四害后驃索缇瞬时成为了蒲甘的英雄，国王萨牟陀梨在得知其将祸害百姓达十二年之久的四害给除去后，亲自为其举办了隆重的庆功仪式。为感谢索缇的功劳，也因国王赏识他的才能，遂将公主底里山达黛维许配给他。后因蒲甘王萨牟陀梨无子其遂被立为王储。萨牟陀梨逝后其并未马上登基，而让恩师罗西姜还俗为王，直到15年后罗西姜逝后，才于小历89年（公元167年）继位。
傳說其在位期间有中国军队入侵拘萨姆毗城，驃索缇曾率師将中国军击退。然而中國史書中無此記載。